# Hormiguillo (enfermedad)
El hormiguillo es una enfermedad de los caballos que se localiza en el casco. 
Se ha comparado a un nido de hormigas porque el medio de union de la tapa con las partes internas del pie, llamado sauco, se convierte en una especie de polvo parecido al de la madera carcomida o apolillada, y de aquí denominar algunos a este mal carcoma del casco. Procede de la infosura crónica dependiente de la desviación del hueso del pie o tejuelo con relación a la tapa. 
El borde inferior de este hueso se dirige hacia atrás al paso que el casco se alarga y estrecha de talones. Hay desunión de las hojuelas de la tapa y carne acanalada y formación de un vacío que suele tener sangre seca. Se hace una secreción nueva de materia córnea sobre el hueso del pie, de manera que hay pronto en la lumbre dos tapas separadas por un vacío o cavidad. Cuando el hormiguillo no está acompañado de la deformación del casco y solo existe en la lumbre, se puede curar con facilidad. En caso contrario, es casi incurable. Siendo ligero, desaparece por desgaste del casco. Cuando ocupa mucha extensión, hay que extraer toda la porción de tapa desunida y dejar al descubierto la porción anterior del tejuelo si es que está necrosada, poniendo en seguida una herradura con chapa. 
Suele también proceder el hormiguillo de una puntura o de golpes en la tapa. En el asno se manifiesta con frecuencia sin haber estado precedido el mal de infosura. En tal caso se logra todo lo carcomido hasta la carne viva y se llena el hueco que resulta de lechinos mojados en aguarrás y se pone la herradura. Si no basta, se quitará toda la tapa que esté encima del sitio enfermo.